# Ahmad Kutty
Ahmad Kutty, né en 1946, est un imam et théologien musulman du Canada. Il fait partie des 120 imams de l'Amérique du Nord qui dénoncent tout acte de terrorisme fait au nom de l'islam.